# Jarabina
Jarabina é um município da Eslováquia, situado no distrito de Stará Ľubovňa, na região de Prešov. Tem 22,9 km² de área e sua população em 2018 foi estimada em 923 habitantes.

## Demografia
| Ano:        | 1994 | 2004   | 2014   | 2024   |
| ----------- | ---- | ------ | ------ | ------ |
| Broj ljudi: | 836  | 844    | 895    | 925    |
| Razlika:    |      | +0,95% | +6,04% | +3,35% |

| Ano:               | 2023 | 2024   |
| ------------------ | ---- | ------ |
| Número de pessoas: | 923  | 925    |
| Diferença:         |      | +0,21% |